# 한양희
한양희(한국 한자: 漢陽熙, 1993년 12월 2일~ )은 대한민국의 여자 패션모델이자 배우이자 신체는 167cm, 47kg이다.

## 드라마
- 2019년 플레이리스트 《러브버즈》 - 박혜윤 역

## 영화
- 2019년 크게 될 놈 - 룸싸롱 아가씨3 역
- 2018년 마약왕 - 고베클럽 사이드 폴댄서/창녀촌 윤락녀 역
- 2011년 사랑이 무서워 - 란제리 모델 역